# Палата САНУ
Палата САНУ је споменик културе у којем је смештена Српска академија наука и уметности. Академија је од 1909. до 1952. била смештена у Бранковој улици број 15. Ова зграда је, нажалост, срушена 1963. године. После тога, Академија је премештена у Кнез Михаилову 35, у велелепну грађевину у центру града, где се и сада налази.
Здање Српске академије наука и уметности (САНУ), највише научне институције у Србији, већ скоро један век краси Улицу кнеза Михаила, уносећи дух француског декоративизма и сецесије у београдску архитектуру. Скице, предлози и пројекти за подизање ове велелепне палате стварани су од првих дана њеног оснивања 1886. године, међутим у своје здање се уселила тек 1952. године.
Одмах по оснивању Академије, 1886. године, разматрано је подизање зграде на плацу на репрезентативној локацији у Кнез Михаиловој улици, коју је „Кнез Михаило Обреновић III поклонио на просветне цељи”. С обзиром на то да сем плаца Српска краљевска академија (СКА) није имала других финансијских средстава у првом тренутку, помишљало се на подизање привремене приземне зграде док се не стекну услови за градњу репрезентативног објекта у којем је требало да буду смештене још две важне националне институције: Музеј српске земље и Народна библиотека. У наредним годинама Српска краљевска академија разматрала је разне начине формирања фондова и стицања финансијских средстава за подизање своје зграде. Заједнички фонд Српске краљевске академије, Народне библиотеке и Музеја Српске земље формиран је 1896. године Краљевим указом, тако да је са почетним капиталом и сопственим плацем Академија могла да приступи решавању питања изградње. За израду идејног пројекта ангажован је 1900. године афирмисани архитекта домаћег градитељства Константин Јовановић. Био је ово први у низу пројеката који је остао нереализован: од молбе еминентним архитектама Андри Стевановићу, Николи Несторовићу, Милану Капетановићу и Драгутину Ђорђевићу, да израде идејне скице, преко неуспелог расписа јавног конкурса, до покушаја формирања пројекта по узору на здање Југославенске академије знаности и умјетности из Загреба, и нових пројеката архитекте Константина Јовановића. Истовремено са настојањима да се добије адекватан пројекат, променљивог карактера била је и заинтересованост три институције за подизање заједничке зграде. Решавајући питање сталног смештаја, 1908. године Срспка краљевска академија је добила простор на коришћење у згради задужбине Симе Игуманова у Бранковој бр. 15.
Након више од две деценије настојања да добије своју зграду, крајем 1910. године председништво Српске краљевске академије је одлучило да се израда пројекта повери Драгутину Ђорђевићу и Андри Стевановићу. Камен темељац је положио 27. марта 1914. године престолонаследник Александар Карађорђевић у присуству академика и министара грађевине и просвете. Извођење радова је поверено фирми Матије Блеха, док је фасадну пластику и скулпторални програм изводило предузеће Јунгман и Сунко. Међутим, изградњу је прекинуо почетак Првог светског рата. Објекат је завршен 1924. године, али због великих издатака за градњу, Српска краљевска академија се није уселила у своје ново здање, већ је цео објекат дат у закуп. Нпр. почетком 1925. ту су кафана "Академија" и стовариште женске конфекције и галантеријске робе. Свечана дворана је издата Београдској берзи.
Сматрајући да би пројекат здања Српске краљевске академије требало да транспонује напредне идеје, архитекте Стевановић и Ђорђевић су остварили пројекат који се по свом просторно-функционалном склопу није ослањао на своје претходнике. Палата великих димензија, која заузима целу површину парцеле, пројектована је са становима и дућанима за издавање и пасажима богато орнаментисаним сецесијском декорацијом. При решавању фасада аутори нису напустили у потпуности академске моделе пројектовања, већ су једну симетричну, троделну поделу фасадног платна модернизовали увођењем заобљених углова додатно наглашених испуштеним полукружним еркерима. Увођењем cецесијских елемената у виду троделних прозора, арабескне секундарне пластике, модерно дизајнираних детаља излога у приземљу и прозора на мезанину, уз елементе француског декоративизма остварили су раскошни фасадни програм. Архитектонска пластика у виду флоралних арабески, гирланди и сецесијских маски, на атици је добила нову димензију у виду пуне скулптуре симболичког значења. У осовини главне фасаде као централни мотив атике налази се скулпторална група Богиња Ника која овенчава трговину и индустрију, док су на угловима централног ризалита постављене готово исте скулпторалне групе Жена са децом, од којих једна женска фигура држи у руци луч а друга голуба. Шест истих група дечијих фигура постављено је на атикама изнад углова зграде као и дуж бочних фасада, формирајући један од најбогатијих скулпторалних програма београдске архитектуре пре Првог светског рата. Палата Академије је у време довршетка називана "једином можда зградом" која би се могла с пуним правом могла назвати палатом. Имала је, прва у граду, инсталације за усисавање прашине.
Крај Другог светског рата Срспка краљевска академија дочекала је у изнајмљеној згради у Бранковој улици. Одмах по завршетку рата, Закон о Српској академији наука 1947. године је донео извесне промене у њеној структури, када је уместо стручних академија формирано шест одељења и известан број института. Са проширеним обимом деловања, потребни просторни капацитети су се знатно повећали, те је примарни задатак била пренамена целокупне зграде у Кнез Михаиловој улици у канцеларијски простор, што је подразумевало обимну адаптацију. Израда пројекта је поверена архитекти Григорију Самојлову, који је заједно са архитектом Ђорђем Смиљанићем извео трансформацију унутрашњег склопа зграде, истовремено остварујући један од својих најзначајнијих пројеката ентеријера. Самојлов је показао изузетно умеће преобликујући постојећи објекат у готово компактни академски склоп са централним атријумом, формирао је двотрактни канцеларијски систем, укинуо пасаже у потпуности, осим централног који је делимично препројектован у главни приступни ходник, док је приземље задржало комерцијални карактер. Формирање улаза из Кнез Михаилове и препројектовање приступа сали за заседање допринело је остваривању репрезентативних простора. У складу са новим концептом, Самојлов је пројектовао ентеријер у духу модернизованог академизма са пречишћеним геометризованим декоративним репертоаром. Истовремено је адаптирана свечана сала, која је добила галерију и у лучним нишама две слике на платну, Наука Петра Лубарде и Уметност Мила Милуновића. У склопу адаптације изведене су и одређене интервенције на самој фасади: уклоњена је стаклена маркиза изнад мезанина, промењени су прозори мезанина и отвори излога у приземљу, реконструисана је декоративна купола са које је уклоњено круниште и сви декоративни елементи.
Зграда је свечано отворена 24. фебруара 1952. године, када се Академија коначно и трајно усељава у своју палату. Самојлов је 1967. године урадио и пројекат адаптације галерије на углу улица Кнез Михаилове и Вука Караџића. Одлично компоновани ентеријер оставио је простор за додатно оплемењивање током наредних година, тако да су га до данашњих дана обогаћивали наши еминентни уметници. Стаклене отворе завршне визуре улазног ходника заменили су витражи изведени 2000. године по нацрту Бранка Миљуша, док су по нацртима академика Младена Србиновића 2005. године изведени витражи на прозорима у свечаној сали и у фоајеу испред сале.
Српска академије наука и уметности, као најзначајнија научна институција у Србији, дала је највиши допринос унапређењу научне мисли, окупљајући у своје редове многа истакнута имена српске, југословенске и светске науке и уметничког стваралаштва. Њена палата, подигнута на једној од најрепрезентативнијих локација београдског урбаног простора, својом архитектуром скоро пуни век чини неизоставни део вредновања не само локалног већ и националног градитељског наслеђа. Узимајући у обзир неоспорне вредности и значај, 1992. године је утврђена за споменик културе.
Планирано је темељно обнављање објекта почев од 2023. године.